# Max Riccabona
Max Riccabona (* 31. März 1915 in Feldkirch; † 4. Oktober 1997 in Lochau, Vorarlberg) war ein österreichischer Collagist, Autor, Rechtsanwalt und Überlebender des Konzentrationslagers Dachau.

## Leben und Werk
Max Riccabona war das erste Kind der Kaufmannstochter Anna Perlhefter (1885–1960) und des Rechtsanwalts Gottfried Riccabona (1879–1964). In seiner Jugend erkrankte er mehrmals schwer an Lungenentzündungen und musste einige Zeit in der Lungenheilstätte Gaisbühel und in Davos verbringen. Nach der 1934 erfolgten Matura am Bundesgymnasium Feldkirch studierte er Rechtswissenschaften in Graz. Während dieses Studiums wurde er 1934 Mitglied der K.Ö.St.V. Traungau Graz im ÖCV. Von 1936 bis 1938 machte Riccabona eine Ausbildung an der Wiener Konsularakademie. In diesem Rahmen absolvierte er im Sommer 1936 ein Praktikum an der österreichischen Botschaft in Paris, bei dem er unter anderem mit Martin Fuchs Bekanntschaft machte. Nach dem „Anschluss“ im März 1938 konnte er zwar noch sein Studium abschließen, eine Position im diplomatischen Dienst war ihm durch die NS-Rassengesetzgebung, aufgrund seiner Diskriminierung als „jüdischer Mischling“, verwehrt. Im Mai 1938 reiste Riccabona erneut nach Paris und traf dabei mit Joseph Roth und Soma Morgenstern zusammen. Zwar spielte Riccabona mit dem Gedanken, dauerhaft in Frankreich zu bleiben oder nach Italien auszuwandern, entschloss sich aber aus Rücksicht auf seine Mutter, die als Jüdin verfolgt wurde und die er damit zu schützen hoffte, nach Österreich zurückzukehren. In Wien setzte er sein in Graz begonnenes und zwischenzeitlich unterbrochenes Studium der Rechtswissenschaften fort und verkehrte vor allem unter Legitimisten, die an der Konsularakademie stark vertreten waren.

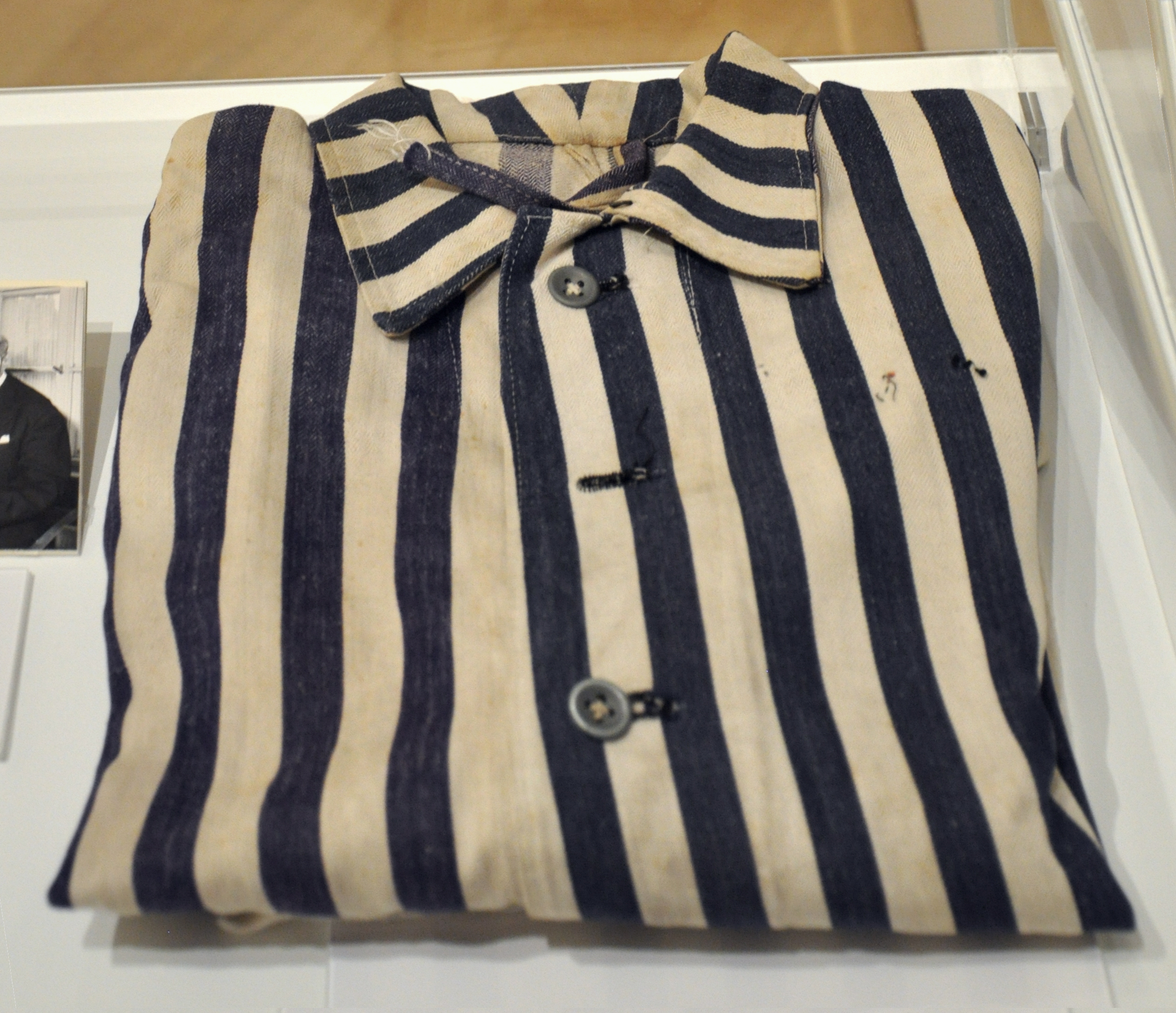
KZ-Jacke von Max Riccabona aus dem Konzentrationslager Dachau (Halbleinen; private Leihgabe, Vorarlberg Museum, Bregenz)

Im Januar 1940 wurde Riccabona zur Wehrmacht eingezogen und machte den Frankreichfeldzug als Soldat mit. Im Oktober 1940 kam er als Französisch-Dolmetscher („Sonderführer (O)“) in das Stalag XVIIa (Kaisersteinbruch). Ende 1940 wurde er aus psychischen Gründen („asthenische Psychopathie mit Depression“) aus dem Wehrdienst entlassen.
In der Nacht auf den 28. Mai 1941 wurde Riccabona im Zuge einer Aktion der Wiener Gestapo gegen legitimistische Studenten verhaftet und anschließend in das Polizeigefängnis nach Salzburg gebracht. Während die meisten anderen Studenten kurz darauf wieder entlassen wurden, blieb Riccabona, wohl aufgrund seiner jüdischen Herkunft, in Gestapo-Haft und wurde im Januar 1942 als Schutzhäftling in das KZ Dachau transportiert. Ab dem Frühjahr 1943 wurde er als Schreiber im Block des KZ-Arztes Sigmund Rascher, der damals mit dem KZ-Häftling Robert Feix an einem blutstillenden Mittel namens Polygal forschte, eingesetzt. Rascher war unter den Häftlingen als korrupt bekannt und plante zudem, im Bodenseeraum eine Produktionsstätte für Polygal zu errichten. Unter dem Vorwand einer Firmengründung leistete Riccabonas Vater Gottfried Bestechungszahlungen an Rascher, um sich einen gewissen Schutz für seinen Sohn zu erkaufen. Im März 1944 wurde Rascher wegen diverser Vergehen, darunter Kindesraub und Unterschlagung, von der Kriminalpolizei in München verhaftet. Im Zuge dessen wurde auch Gottfried Riccabona in Feldkirch kurzzeitig verhaftet, da ihm vorgeworfen wurde, er hätte die Flucht eines von Raschers Mitarbeitern, einem KZ-Häftling, begünstigt. Max Riccabona verlor seine Stellung als Schreiber und durfte einige Monate keine Sendungen mehr empfangen. Anfang Mai 1945 erkrankte er schwer an Fleckfieber. Nach der Befreiung und der Rückkehr nach Vorarlberg wurde er von Juli 1945 bis Juni 1946 im Landesnervenkrankenhaus Valduna behandelt, anschließend befand er sich bis an sein Lebensende in psychiatrischer Behandlung.
In Vorarlberg engagierte er sich ab Sommer 1945 in der Österreichischen Widerstandsbewegung. In diesem Zusammenhang erwähnt die Historikerin Brigitte Behal in Wolfgang Proskes Dokumentation über „Täter, Helfer, Trittbrettfahrer“ „NS-Belastete im Bodenseeraum“, dass Riccabona schon unmittelbar nach Ende der Nazi-Diktatur dem Feldkircher Juristen und Journalisten Theodor Veiter geholfen hat, seine braune Mitvergangenheit durch erfundene Widerstandshandlungen reinzuwaschen: Am 2. Oktober 1945 hat Riccabona Theodor Veiters frei erfundene Tätigkeit im Widerstand bestätigt, indem er versicherte, dass sich Veiter bei der „Befreiung Oesterreichs […] der bewaffneten österr[eichischen] Widerstandsgruppe Alois Hoch (Stellagarten) für den Kampf gegen die SS zur Verfügung“ [gestellt und zudem] „bereits bald nach dem „Anschluss“ d[er] Widerstandsgruppe [= Wiener Astra] angehört“ hätte.
1946 wurde Riccabona zum Landesvorsitzenden der inzwischen in Österreichisch-demokratische Freiheitsbewegung umbenannten Vereinigung. Im Jahr 1947 setzte er sein Studium der Rechtswissenschaften an der Universität Innsbruck fort, promovierte 1949 und trat als Rechtsanwaltsanwärter in die Kanzlei seines Vaters ein. Nach dessen Tod (1964) übte er noch bis 1966 den Beruf als Rechtsanwalt aus. Die letzten Jahre seiner beruflichen Existenz war er, gezeichnet durch die psychischen Dauerfolgen seiner KZ-Haft, de facto berufsunfähig. Um einen drohenden Privatkonkurs abzuwenden, betrieb seine Schwester 1967 seine Teilentmündigung, die er zuerst bekämpfte, anschließend aber resignierend akzeptierte. Mit der Niederlegung seines Brotberufs übersiedelte Riccabona in ein Pflegeheim nach Lochau. Ohnedies galt sein eigentliches Interesse der Kunst und Literatur. Die Realisierung seiner früheren Träume nach beruflicher und persönlicher Selbstverwirklichung als Diplomat und Bohémien, hatten der Nationalsozialismus und die Folgen seiner KZ-Haft verhindert. Einem Bekannten schrieb er 1963:

„Wir K.Zler sind, und zwar immer auf der gesellschaftlichen Ebene, keine normalen Menschen mehr.“

Riccabona arbeitete in den Folgejahren journalistisch, schrieb Prosa und gestaltete Collagen. Sein Roman zur Figur des Dr. Halbgreyffer – ein unvollendetes Opus Magnum mit autobiografischen Zügen – erschien 1980 in Auszügen unter dem Titel „Bauelemente zur Tragikomödie des x-fachen Dr. von Halbgreyffer oder Protokolle einer progressivsten Halbbildungsinfektion“.  Riccabona war Mitglied in der Grazer Autorenversammlung und bei Literatur Vorarlberg. Seine Geschichten fanden vor allem bei der Grazer- und Wiener Literaturszene großes Interesse und Zustimmung. Zu seinen literarischen Anhängern und Freunden zählen unter anderem Wolfgang Bauer, Manfred Chobot, Gerhard Jaschke, Reinhard Priessnitz und Hermann Schürrer.

## Rezeption
Vor allem durch seine fantastischen Berichte über seine – teils nur vorgeblichen – persönlichen Begegnungen mit prominenten Literaten, seine Arbeit an seiner Tragikomödie des x-fachen Dr. von Halbgreyffer oder Protokolle einer progressivsten Halbbildungsinfektion sowie mit seinen Erzählungen über den NS-Widerstand wurde Riccabona vor allem ab den 1980er Jahren als Vorarlberger Original bekannt. Viele von Riccabonas anekdotischen Behauptungen und Erzählungen, die manchmal übertrieben, verzerrt oder gänzlich erfunden waren, wurden über Jahrzehnte, auch in der Literaturwissenschaft, völlig unkritisch übernommen und rezipiert. Bekanntestes Fallbeispiel ist seine angebliche Begegnung mit James Joyce, die der Literaturwissenschaftler Andreas Weigel 2011 ebenso als Erfindung widerlegen konnte, wie das gleichfalls von Riccabona als Augen- und Ohrenzeuge beschriebene Treffen, das im Frühjahr 1939 zwischen Stefan Zweig und Joseph Roth in Paris stattgefunden haben soll. In der Folge hat seit 2011 die kritische Aufarbeitung der Biografie und damit einhergehend auch eine Neubewertung seiner autobiografischen Überlieferungen stattgefunden. Dabei wurde auch erstmals der Aspekt seiner antisemitischen Verfolgung als „Mischling“ im Nationalsozialismus näher beleuchtet, worüber Riccabona sich selbst nie öffentlich geäußert hat. Erst die jüngere Forschung hat zudem die Tatsache erkannt, dass Riccabona an schweren psychischen Folgen seiner KZ-Haft litt. Wie Alfons Dür einen psychiatrischen Befund aus den 1960er-Jahren zitiert, neigte er „zu ‚Konfabulation‘“ und hielt „diese selbst für wahr“.

## Anerkennungen
- 1979: Ehrenzeichen für Verdienste um die Befreiung Österreichs von der nationalsozialistischen Gewaltherrschaft
- 1991: Ehrenpreis des Vorarlberger Buchhandels

## Einzelausstellungen
- 1975: Galerie zur Fischerin, Lindau
- 1989: Personale Max Riccabona im Vorarlberger Landesmuseum
- 1991: Franz-Michael-Felder-Archiv, Bregenz
- 1994: Literaturhaus Wien

## Ausstellungen
- 2016: Der Fall Riccabona, 3. Dezember 2016 bis 17. April 2017, vorarlberg museum, Bregenz

## Publikationen
- Riccabona veröffentlichte auch unter den Pseudonymen „Spectator alpinus“[11] bzw. „Eduard von Hochpruck“[12].
- Bauelemente zur Tragikomödie des x-fachen Dr. von Halbgreyffer oder Protokolle einer progressivsten Halbbildungsinfektion. Rhombus Verlag, Wien 1980, ISBN 978-3-85394-030-3.
- Poetatastrophen. Herausgegeben von Wilhelm Meusburger und Helmut Swozilek, Haymon Verlag, Innsbruck 1993, ISBN 978-3-85218-145-5.
- Auf dem Nebengeleise Erinnerungen und Ausflüchte. Herausgegeben von Ulrike Längle, Haymon Verlag, Innsbruck 1995, ISBN 978-3-85218-187-5.